# An Evening with Wild Man Fischer
An Evening with Wild Man Fischer je debutové studiové dvojalbum Wild Man Fischera, vydané v roce 1968. Album produkoval Frank Zappa a vyšlo u jeho vydavatelství Bizarre Records.

## Seznam skladeb
| Strana 1: The Basic Fischer | Strana 1: The Basic Fischer | Strana 1: The Basic Fischer |
| Pořadí                      | Název                       | Délka                       |
| --------------------------- | --------------------------- | --------------------------- |
| 1.                          | Merry-Go-Round              | 1:53                        |
| 2.                          | New Kind of Songs for Sale  | 7:13                        |
| 3.                          | I'm Not Shy Anymore!        | 1:01                        |
| 4.                          | Are You From Clovis?        | 1:53                        |
| 5.                          | The Madness & Ecstasy       | 7:47                        |

| Strana 2: Larry's Songs, Unaccompanied | Strana 2: Larry's Songs, Unaccompanied          | Strana 2: Larry's Songs, Unaccompanied |
| Pořadí                                 | Název                                           | Délka                                  |
| -------------------------------------- | ----------------------------------------------- | -------------------------------------- |
| 1.                                     | Which Way Did the Freaks Go?                    | 1:47                                   |
| 2.                                     | I'm Working For the Federal Bureau of Narcotics | 1:21                                   |
| 3.                                     | The Leaves Are Falling                          | 0:54                                   |
| 4.                                     | 85 Times                                        | 0:56                                   |
| 5.                                     | Cops & Robbers                                  | 1:40                                   |
| 6.                                     | Monkeys Versus Donkeys                          | 2:00                                   |
| 7.                                     | Start Life Over Again                           | 1:58                                   |
| 8.                                     | The Mope                                        | 1:48                                   |
| 9.                                     | Life Brand New                                  | 1:36                                   |
| 10.                                    | Who Did It Johnny?                              | 1:46                                   |
| 11.                                    | Think of Me When Your Clothes Are Off           | 0:57                                   |
| 12.                                    | Taggy Lee                                       | 0:40                                   |
| 13.                                    | Rhonda                                          | 0:54                                   |
| 14.                                    | I Looked Around You                             | 1:31                                   |
| 15.                                    | Jennifer Jones                                  | 4:51                                   |

| Strana 3: Some Historical Notes | Strana 3: Some Historical Notes      | Strana 3: Some Historical Notes |
| Pořadí                          | Název                                | Délka                           |
| ------------------------------- | ------------------------------------ | ------------------------------- |
| 1.                              | The Taster                           | 3:07                            |
| 2.                              | The Story of The Taster              | 2:05                            |
| 3.                              | The Rocket Rock                      | 0:31                            |
| 4.                              | The Rocket Rock Explanation & Dialog | 1:33                            |
| 5.                              | Dream Girl                           | 2:25                            |
| 6.                              | Dream Girl Explanation               | 0:52                            |
| 7.                              | Serrano Beach                        | 1:35                            |
| 8.                              | Success Will Not Make Me Happy       | 1:45                            |
| 9.                              | Wild Man On The Strip Again          | 7:13                            |

| Strana 4: In Conclusion | Strana 4: In Conclusion    | Strana 4: In Conclusion |
| Pořadí                  | Název                      | Délka                   |
| ----------------------- | -------------------------- | ----------------------- |
| 1.                      | Why I Am Normal            | 2:25                    |
| 2.                      | The Wild Man Fischer Story | 5:34                    |
| 3.                      | Balling Isn't Everything   | 1:17                    |
| 4.                      | Ugly Beautiful Girl        | 1:14                    |
| 5.                      | Larry & His Guitar         | 2:46                    |
| 6.                      | Circle                     | 2:54                    |
| 7.                      | Larry Under Pressure       | 1:44                    |
| Celková délka:          | Celková délka:             | 1:22:36                 |

## Sestava
- Larry Fischer - zpěv, kytara
- Frank Zappa - kytara, další nástroje
- The Mothers of Invention - piáno, baskytara, bicí
- Art Tripp - perkuse
- Kim Fowley - recitace
- Rodney Bingenheimer - recitace
- The GTOs - recitace